# Amphiestris baetica
Amphiestris baetica är en insektsart som först beskrevs av Jules Pièrre Rambur 1838.  Amphiestris baetica ingår i släktet Amphiestris och familjen vårtbitare. Inga underarter finns listade i Catalogue of Life.